# Het Laatste Oordeel (Pieter Huys)
Het Laatste Oordeel is een schilderij van de Zuid-Nederlandse schilder Pieter Huys in de Koninklijke Musea voor Schone Kunsten van België in Brussel.

## Voorstelling
Het stelt de dag des oordeels voor met middenboven een oordelende Christus met aan zijn voeten de wereldbol en met het zwaard en de lelietak als attributen. Daaronder is een wereld afgebeeld waar het kwade (in de vorm van demonen en monsters) vrij spel heeft. Alleen linksboven is te zien hoe enkele uitverkorenen deze aardse hel ontsnappen en opstijgen naar het hemels paradijs.

## Toeschrijving
Van Pieter Huys zijn maar vier gesigneerde werken bekend. Hieromheen bevindt zich een grotere groep van werken die met vrij grote zekerheid aan hem toegeschreven kunnen worden. Hiertoe behoort ook het Laatste Oordeel, dat in grote mate aan Jheronimus Bosch ontleend is. Het doet sterk denken aan Bosch' Laatste Oordeel-drieluik in Wenen. De hemeltunnel linksboven met de opstijging naar het hemels paradijs is mogelijk ontleend aan een van de vier Visioenen uit het hiernamaals in Venetië. Kenmerkend voor Bosch-navolgers als Huys is dat de nadruk ligt op de monsters. De opstanding en kwelling van de zielen vallen nauwelijks op.